# Hastula colorata
Hastula colorata é uma espécie de gastrópode do gênero Hastula, pertencente a família Terebridae.
Este é um taxon inquirendum. É possivelmente uma espécie de Columbellidae de acordo com Terryn (2007).